# Cantharis annularis
Cantharis annularis är en skalbaggsart som beskrevs av Ménétriés 1836. Cantharis annularis ingår i släktet Cantharis, och familjen flugbaggar. Arten har ej påträffats i Sverige.